# Илија Ђукић
Илија Ђукић (Нови Рујац, 1930 — Београд, 2002) био је министар иностраних послова СРЈ и дипломата.

## Биографија
Ђукић је похађао Институт за политичке науке у Пекингу, Кина, где је дипломирао 1959. године. Југословенско министарство спољњих послова наставило је да му даје низ функција на Далеком истоку, све док није премештен у Источну Европу и Москву 1970-их и 1980-их.Године 1990. поново се вратио у Пекинг, сада као амбасадор.
Од 1992. до 1993. године био је министар спољних послова Југославије.
Његова последња позиција је била позиција амбасадора Југославије у Кини од 2000. до 2002. године.